# Hermetia
Hermetia és un gènere de dípters braquícers de la família dels estratiòmids.

## Taxonomia
El gènere Hermetia inclou 80 espècies:
- Hermetia aeneipennis Giglio-Tos, 1892
- Hermetia albipoda Woodley, 2001
- Hermetia albitarsis Fabricius, 1805
- Hermetia amboyna Woodley, 2001
- Hermetia ampulla James, 1938
- Hermetia amsarii Adisoemarto, 1975
- Hermetia anthidium James, 1967
- Hermetia aurata Bellardi, 1859
- Hermetia aurinotata Lindner, 1935
- Hermetia austeni Lindner, 1937
- Hermetia beebei Curran, 1934
- Hermetia bicolor (Walker, 1856)
- Hermetia borneensis Brunetti, 1923
- Hermetia brunettii Lindner, 1937
- Hermetia burmeisteri Lindner, 1949
- Hermetia callifera Lindner, 1928
- Hermetia ceria Williston, 1900
- Hermetia ceriogaster Williston, 1888
- Hermetia cerioides Walker, 1858
- Hermetia chrysopila Loew, 1872
- Hermetia cingulatus Greene, 1940
- Hermetia coarctata Macquart, 1846
- Hermetia comstocki Williston, 1885
- Hermetia concinna Williston, 1900
- Hermetia condor Lindner, 1951
- Hermetia confidens Adisoemarto, 1975
- Hermetia conjuncta James, 1967
- Hermetia cornithorax (Lindner, 1928)
- Hermetia crabro Osten Sacken, 1886
- Hermetia currani Lindner, 1949
- Hermetia eiseni Townsend, 1895
- Hermetia femoralis (Lindner, 1937)
- Hermetia fimbriata (Lindner, 1931)
- Hermetia flavipes Wiedemann, 1830
- Hermetia flavoscutata Bigot, 1879
- Hermetia formica Osten Sacken, 1886
- Hermetia fulva Walker, 1854
- Hermetia geniculata Macquart, 1855
- Hermetia goncalvesi Albuquerque, 1955
- Hermetia hunteri Coquillett, 1909
- Hermetia illucens (Linnaeus, 1758)
- Hermetia impressa James, 1967
- Hermetia inflata (Walker, 1858)
- Hermetia itatiaiensis Lindner in James, 1973
- Hermetia jamesi Lindner, 1977
- Hermetia laeta Meijere, 1904
- Hermetia laglaizei Bigot, 1887
- Hermetia lativentris Bellardi, 1859
- Hermetia malayana Brunetti, 1923
- Hermetia melanderi James & Wirth, 1967
- Hermetia mitis Curran, 1934
- Hermetia myieriades Speiser, 1913
- Hermetia nana Lindner, 1935
- Hermetia nigra Meijere, 1916
- Hermetia nigricornis James & Wirth, 1967
- Hermetia nigritibia Enderlein, 1914
- Hermetia pahangensis Rozkosny & Kozanek, 2006[2]
- Hermetia pallidipes Hill, 1919
- Hermetia palmivora James, 1972
- Hermetia panamensis Greene, 1940
- Hermetia pectoralis Wiedemann, 1824
- Hermetia pennicornis Bezzi, 1908
- Hermetia pterocausta Osten Sacken, 1886
- Hermetia pulchra Wiedemann, 1830
- Hermetia reinhardi James, 1935
- Hermetia relicta Osten Sacken, 1886
- Hermetia remittens Walker, 1859
- Hermetia rufitarsis Macquart, 1846
- Hermetia ryckmani James & Wirth, 1967
- Hermetia samoensis Ricardo, 1929
- Hermetia scutellata Macquart, 1855
- Hermetia sexmaculata Macquart, 1834
- Hermetia sphecodes Curran, 1934
- Hermetia subpellucida James & Wirth, 1967
- Hermetia teevani Curran, 1934
- Hermetia tincta (Walker, 1851)
- Hermetia virescens (Enderlein, 1914)
- Hermetia virgata Lindner, 1949
- Hermetia woodleyi Rozkosny, 2006